# Luangwa (Nyimba)
Luangwa è un ward dello Zambia, parte della Provincia Orientale e del Distretto di Nyimba.